# سیری اوویر
سیری اوویر (استونیایی: Siiri Oviir؛ زادهٔ ۳ نوامبر ۱۹۴۷) سیاست‌مدار اهل استونی است.
وی در سال ۱۹۹۵ و از سال ۲۰۰۲ تا ۲۰۰۳ وزیر امور اجتماعی استونی بوده است.